# Erik Lindorm

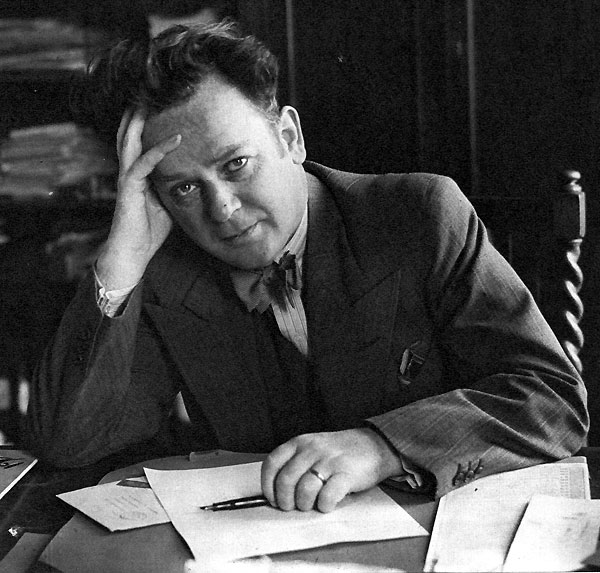
Erik Lindorm, 1937

Gustaf Erik Lindorm, eigentlich Jonsson (* 20. Juli 1889 in Stockholm; † 30. Januar 1941 ebenda) war ein schwedischer Schriftsteller, Dichter und Publizist.

## Leben und Werk
Gustaf Erik Lindorm war Sohn eines Lagermeisters und musste bereits früh für sich selbst sorgen. Er trat den Jungsozialisten bei und arbeitete als Journalist. 1913 gründete er die Witzzeitung Naggen, für die er bis 1922 tätig war. Danach war er von 1922 bis 1923 Mitarbeiter bei Social-Demokraten und von 1924 bis 1932 bei der Tageszeitung Svenska Dagbladet. Als Theaterkritiker wirkte er seit 1930 beim Wochenmagazin Vecko-Journalen.
Lindorm schrieb zuerst bissige Gesellschaftssatiren, wandelte sich dann aber zum Vertreter der Bürgerlichkeit zwischen den Kriegen. Er verfasste auch wehmütige Liebesgedichte und unpolitische Lyrik, die durch ihren innigen, persönlichen Ton Aufmerksamkeit erregt. Seine Kurzgeschichten wurden häufig gelesen und waren populär. Den Stoff für seine Volkskomödien entnahm er dem Kleinbürgertum und Proletariat und zeichnete in diesen Werken einfühlsam-spöttisch menschliche Schwächen nach.

## Werke
- Bubblor från botten, Gedicht, Stockholm 1908
- Tal till mitt hjärta, Gedicht, Stockholm 1912
- Min värld, Gedicht, Stockholm 1918
- Domedagar, Gedicht, Stockholm 1920
- Bekännelser, Gedicht, Stockholm 1922
- På villovägar och andra kåserier, Stockholm 1922
- Mellan himmel och jord, Stockholm 1924
- Valda dikter, Stockholm 1925
- Moloch: lustspel i tre akter, Komödie, Stockholm 1926
- Rötmånad: komedi i tre akter, Schauspiel, Stockholm 1928
- Röda dagen, Komödie, 1929
- Krasch, Schauspiel, 1930
- Blockad, Schauspiel, 1931
- Sensation, Schauspiel, 1931
- Sverige är räddat, Schauspiel, 1932
- Personligt ovett, Stockholm 1932
- På marsch: nya dikter, Gedicht, Stockholm 1934
- Dikter, Stockholm 1941